# Ридодубівська сільська рада
Ридодубівська сільська рада — колишня адміністративно-територіальна одиниця і орган місцевого самоврядування в Чортківському районі Тернопільської області. Адміністративний центр — с. Ридодуби.

## Загальні відомості
Ридодубівська сільська рада утворена 24 грудня 1986 року.
- Територія ради: 22,486 км²
- Населення ради: 966 осіб (станом на 2001 рік)
- Територією ради протікає річка Біла

## Населені пункти
Сільській раді були підпорядковані населені пункти:
- с. Ридодуби
- с. Білий Потік

## Історія
Сільська рада утворена у вересні 1939 року.
4 вересня 2015 року увійшла до складу Білобожницької сільської громади.

## Географія
Ридодубівська сільська рада межувала з Косівською, Ромашівською, Джуринською, Звиняцькою,Бичківською, Скородинською, Білівською та Білобожницькою сільськими радами — Чортківського району.

## Сільська рада

### Керівний склад попередніх скликань

#### Голова ради
| Прізвище, ім'я, по батькові | Основні відомості | Дата обрання | Дата звільнення |
| --------------------------- | ----------------- | ------------ | --------------- |
| Градова Романна Миколаївна  | Сільський голова  | 1990         | 1994            |
| Градова Романна Миколаївна  | Сільський голова  | 1994         | 1998            |
| Огаль Ярослав Михайлович    | Сільський голова  | 1998         | 2002            |
| Огаль Ярослав Михайлович    | Сільський голова  | 2002         | 2006            |
| Огаль Ярослав Михайлович    | Сільський голова  | 26.03.2006   | 31.10.2010      |
| Огаль Ярослав Михайлович    | Сільський голова  | 31.10.2010   | 04.09.2015      |

#### Секретарі ради
| Прізвище, ім'я, по батькові | Основні відомості | Дата обрання | Дата звільнення |
| --------------------------- | ----------------- | ------------ | --------------- |
| Куца Євгенія Михайлівна     | Секретар          | 1990         | 1994            |
| Куца Євгенія Михайлівна     | Секретар          | 1994         | 1998            |
| Грицик Наталія Євгенівна    | Секретар          | 1998         | 2002            |
| Грицик Наталія Євгенівна    | Секретар          | 2002         | 2006            |
| Грицик Наталія Євгенівна    | Секретар          | 2006         | 2010            |
| Грицик Наталія Євгенівна    | Секретар          | 2010         | 2015            |

### Депутати

#### VI скликання
За результатами місцевих виборів 2010 року депутатами ради стали:
1. Огаль Михайло Ярославович
2. Гах Ярослав Борисович
3. Івашків Ярослав Євгенович
4. Грицик Наталія Євгенівна
5. Зінько Олег Михайлович
6. Паламарчук Михайло Миколайович
7. Підперигора Ганна Збихівна
8. Марцинів Богдан Васильович
9. Кулик Тетяна Євгенівна
10. Погарецький Степан Романович
11. Семенюк Андрій Михайлович
12. Нісевич Іван Ігорович
13. Нісевич Михайло Ігорович
14. Плавуцька Марія Дмитрівна
15. Чомко Іван Богданович

#### V скликання
За результатами місцевих виборів 2006 року депутатами ради стали:
1. Васильчик Надія Павлівна
2. Туркіць Ганна Петрівна
3. Довбенько Галина Степанівна
4. Грицик Наталія Євгенівна
5. Грицик Ігор Михайлович
6. Зінько Володимир Михайлович
7. Івашків Марія Василівна
8. Деренюк Василь Ярославович
9. Науменко Володимир Григорович
10. Погорецький Степан Романович
11. Підкович Іван Степанович
12. Головатий Андрій Зеновійович
13. Захаревич Ігор Михайлович
14. Ткачук Мирослав Васильович
15. Білас Ігор Леонідович

#### IV скликання
За результатами місцевих виборів 2002 року депутатами ради стали:
1. Грицик Наталія Євгенівна
2. Батицька Наталія Мирославівна
3. Лазука Петро Іванович
4. Бляхар Дмитро Михайлович
5. Грицик Ганна Ярославівна
6. Зінько Іванна Михайлівна
7. Івашків Марія Василівна
8. Градова Романна Миколаївна
9. Довбенько Надія Петрівна
10. Оліяр Степан Іванович
11. Габ′ян Роман Богданович
12. Захаревич Ігор Михайлович
13. Захаревич Ганна Ярославівна
14. Плавуцька Марія Дмитрівна
15. Ткач Петро Зеновійович

#### III скликання
За результатами місцевих виборів 1998 року депутатами ради стали:
1. Лиха Надія Володимирівна
2. Зарівна Марія Миколаївна
3. Козарів Михайло Петрович
4. Бляхар Дмитро Михайлович
5. Градова Романна Миколаївна
6. Куца Євгенія Михайлівна
7. Деренюк Борис Павлович
8. Грицик Наталія Євгенівна
9. Бриндьо Роман Михайлович
10. Довбенько Наталія Євгенівна
11. Довганюк Віктор Олександрович
12. Плавуцька Марія Дмитрівна
13. Капустинський Григорій Васильович
14. Музичко Ольга Остапівна
15. Колівошко Лілія Богданівна

#### II скликання
За результатами місцевих виборів 1994 року депутатами ради стали:
1. Домінік Надія Павлівна
2. Бляхар Дмитро Михайлович
3. Драган Марія Йосипівна
4. Деренюк Борис Павлович
5. Івашків Ганна Романівна
6. Бриндьо Роман Михайлович
7. Погорецька Оксана Миколаївна
8. Білас Ігор Львович
9. Капустинський Григорій Васильович
10. Довганюк Ігор Олександрович
11. Івашків Марія Василівна

#### I скликання
За результатами місцевих виборів 1990 року депутатами ради стали:
1. Довганюк Віктор Олександрович
2. Бриндьо Роман Михайлович
3. Сухий Богдан Олексійович
4. Лехман Ганна Романівна
5. Драган Марія Йосипівна
6. Ткач Зеновій Мирославович
7. Куца Євгенія Михайлівна
8. Градова Романна Миколаївна
9. Погорецька Оксана Миколаївна
10. Градовий Михайло Йосипович
11. Захаревич Ганна Ярославівна
12. Ковцун Микола Васильович
13. Шевчук Володимир Якович
14. Лісна Ярослава Іванівна
15. Штогрин Ярослава Іванівна